# Aptosimeae
Aptosimeae (Benth.) Benth., 1876 è una tribù di piante angiosperme appartenenti alla famiglia delle Scrophulariaceae.

## Etimologia
Il nome della tribù deriva dal suo genere tipo Aptosimum Burchell ex Benth il cui significato è "non caduto" e fa riferimento ai frutti tipo capsule persistenti.
Il nome scientifico della tribù è stato definito dal botanico inglese George Bentham (22 settembre 1800 – 10 settembre 1884) nella pubblicazione "Genera Plantarum ad exemplaria imprimis in herbariis Kewensibus - 2: 915, 916. 1-16 Mai 1876." del 1876.

## Descrizione

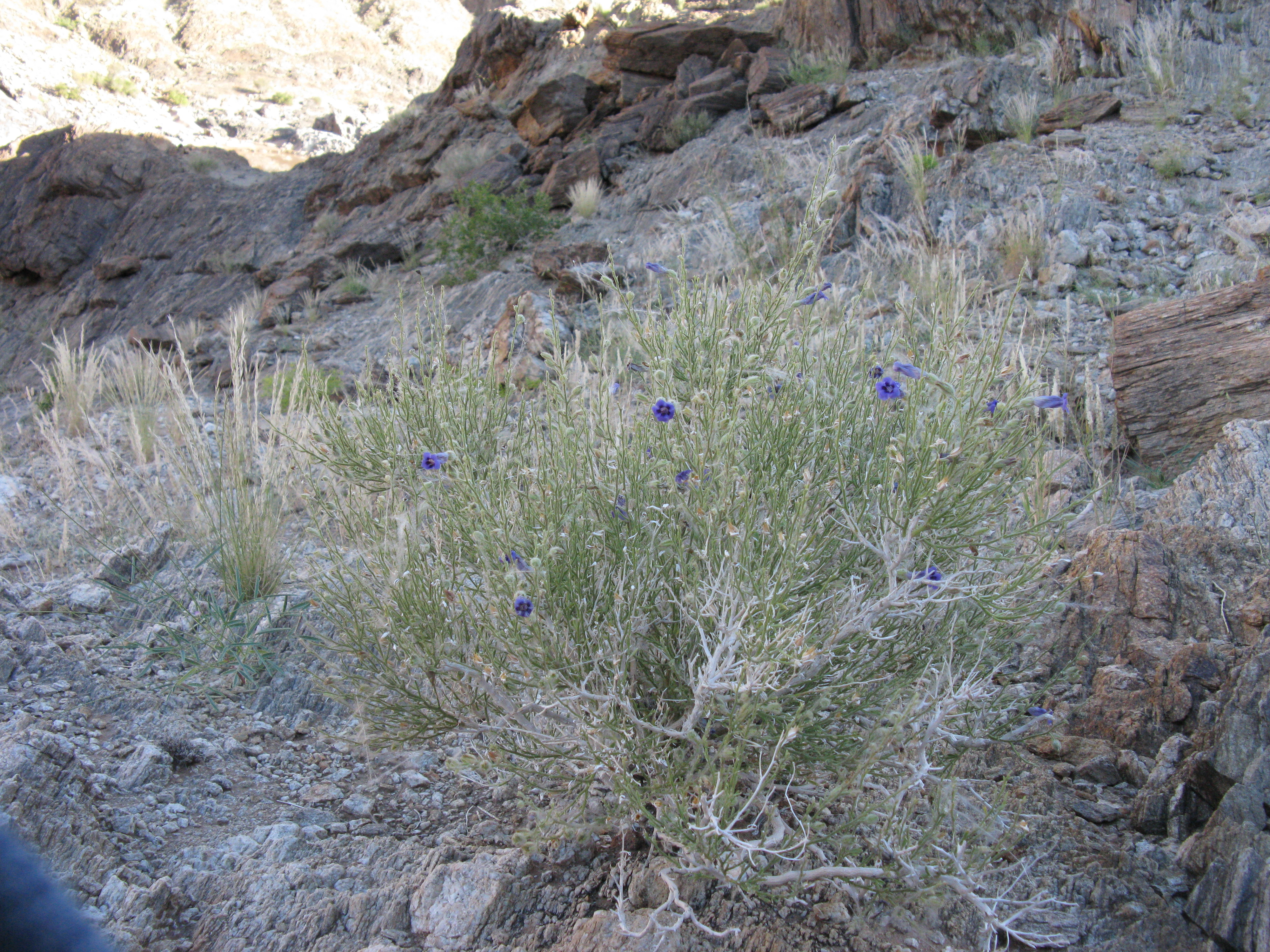
Il portamento
Anticharis scoparia

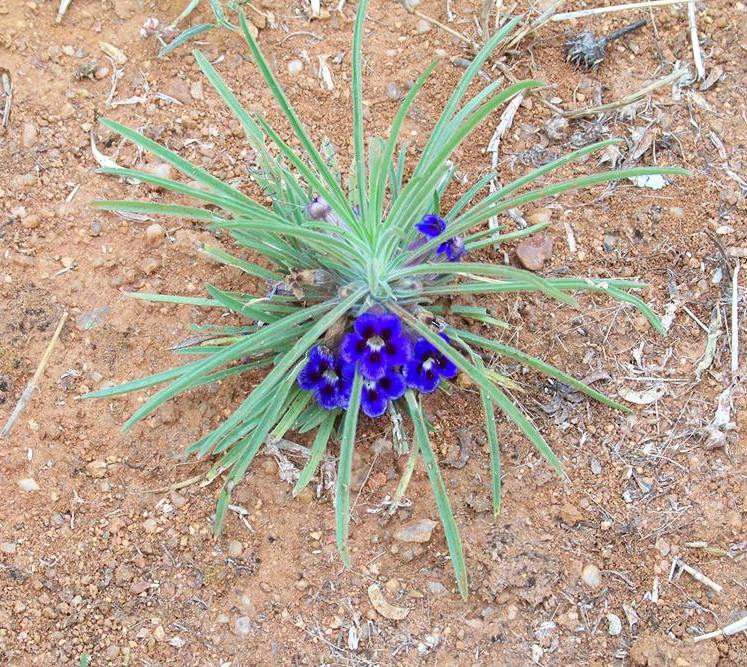
Le foglie
Aptosimum lineare

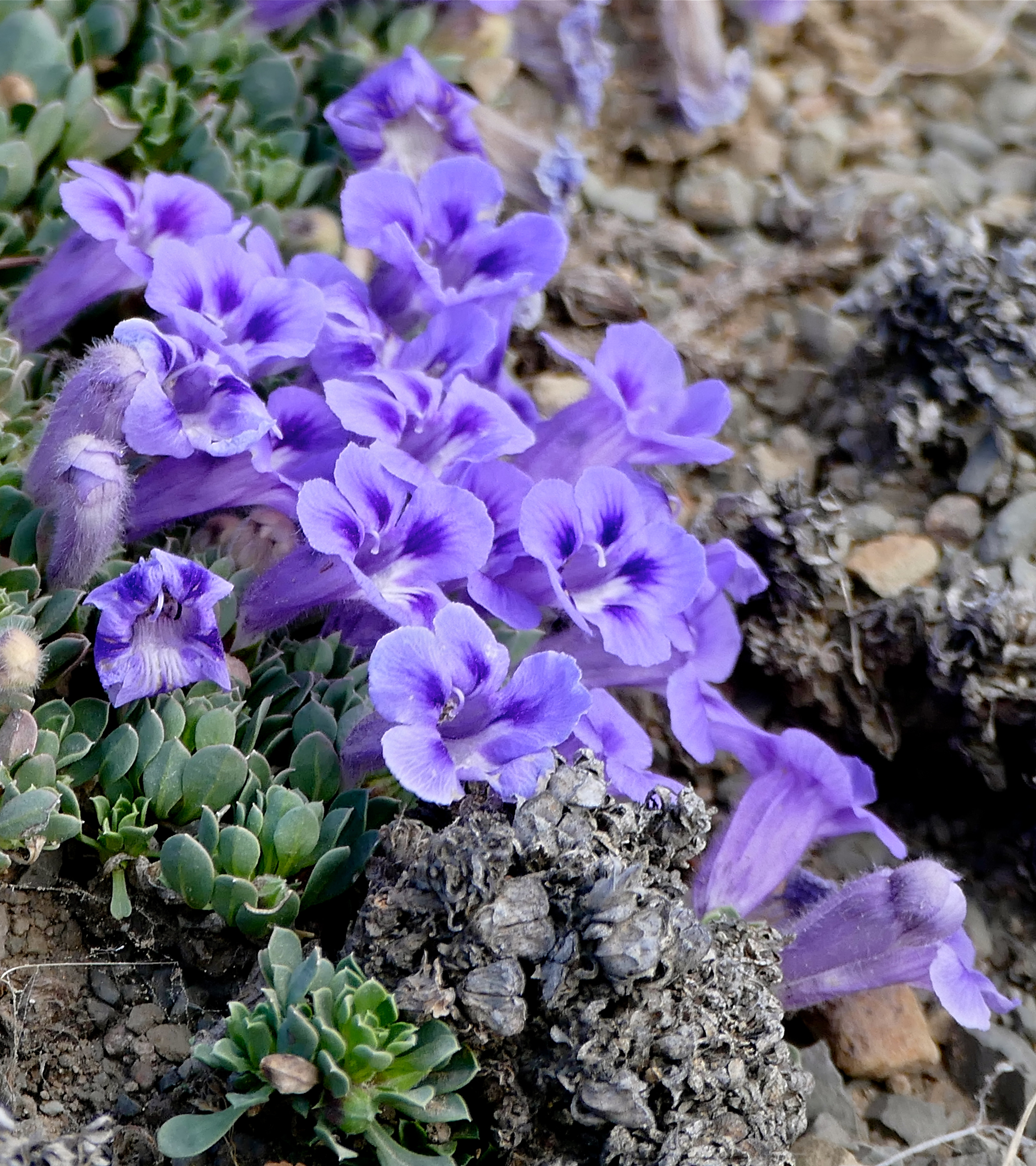
Infiorescenza
Aptosimum procumbens

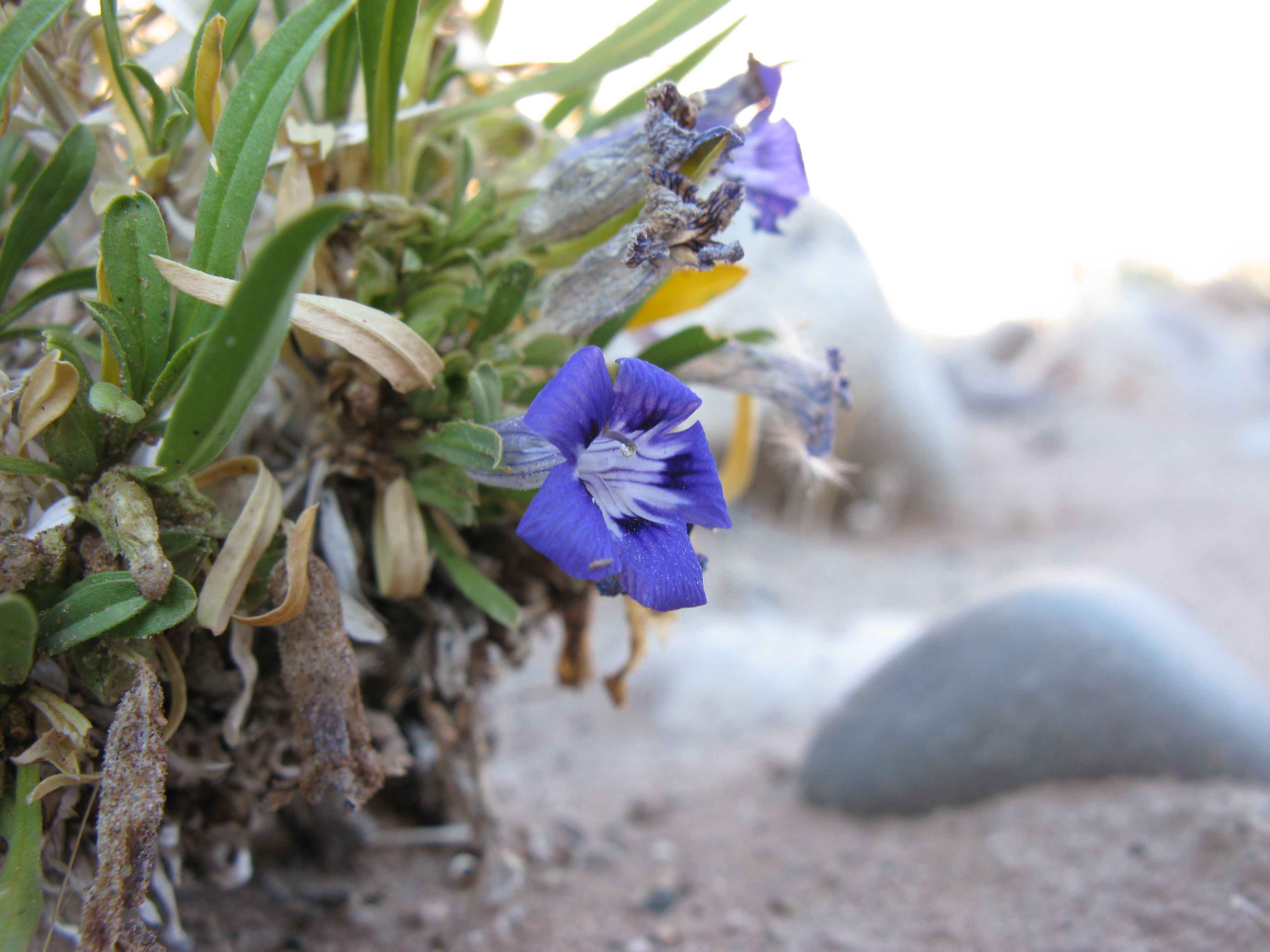
I fiori
Aptosimum arenarium

- Il portamento delle specie di questa tribù è fruttescente erbaceo oppure arbustivo, raramente il ciclo biologico è annuale. L'indumento, formato fondamentalmente da peli semplici, varia da glabro a ghiandolare-pubescente o densamente villoso. Gli steli sono eretti o da prostrati a ascendenti e a sezione rotonda; spesso sono ricoperti da ciuffi. In Peliostomum gli steli sono viscidi. In Stemodiopsis sono pendenti. Queste piante contengono composti iridoidi.[3][8][9]
- Le foglie cauline hanno una disposizione alternata. Sono sessili (picciolate in Stemodiopsis) con lamina a forma da lineare-filiforme o lineare-lanceolata a ovoide con apici acuminati (qualche volta spinosi) o ottusi e margini interi (talvolta dentati o crenati); in alcune specie i bordi sono spessi (Aptosimum]). Le stipole sono assenti.
- Le infiorescenze sono di tipo racemoso, raramente sono cimose (alcuni gruppi di Aptosimum). I fiori sono da sessili a pedicellati (in Stemodiopsis alla fruttificazione i pedicelli s'incurvano). Le bratteole sono presenti.
- I fiori, ermafroditi, più o meno zigomorfi sono tetraciclici (ossia formati da 4 verticilli: calice– corolla – androceo – gineceo), pentameri (i verticilli del perianzio hanno più o meno 5 elementi ognuno).

- Formula fiorale. Per la famiglia di queste piante viene indicata la seguente formula fiorale:

X K (4-5), [C (2+3) A 5 o 2+2 o 2], G (2), supero, capsula.
- Il calice, gamosepalo con forme campanulate, è profondamente pentalobato. I lobi hanno delle forme da lineari a lanceolate.

- La corolla, gamopetala, è formata da un tubo terminante in modo bilabiato con struttura 2/3. Il tubo, lungo quanto i lobi, ha la forma di un cilindro o un imbuto stretto alla base e dilatato alla verso la gola. I lobi sono uguali, piatti, arrotondati e disposti in modo patente. I colori della corolla sono bianco, malva pallido, blu, porpora o lilla.

- L'androceo è formato da 4 stami didinami inclusi (in alcune specie sono da 2 a 4 - Anticharis). I filamenti abassiali in Stemodiopsis sono lunghi, incurvati o attorcigliati. Le antere, libere e non sagittate, hanno una disposizione trasversale con indumento da glabro a cigliato. Le teche sono confluenti e si aprono per mezzo di un'unica fessura distale. I granuli pollinici sono del tipo tricolporato.

- Il gineceo è bicarpellare (sincarpico - formato dall'unione di due carpelli connati). L'ovario (biloculare) è supero con forme ovoidi/coniche, subacuminate o obcordate. La placentazione in genere è assile e indivisa. Il tessuto endoteliale dell'ovulo (unico per loculo) è formato da cellule cubiche isodiametriche con pareti spesse in modo omogeneo. Lo stilo ha uno stigma capitato o da clavato a fortemente bilobo. Il disco nettarifero in genere è presente.

- I frutti sono delle capsule con deiscenza da loculicida a setticida. La forma è compressa all'apice. I semi sono numerosi con forme da compresso-ovoidi a cilindriche; talvolta la superficie è rugosa o con creste. L'endosperma, ben sviluppato, è liscio o a coste.

## Biologia
Le specie di questo raggruppamento si riproducono per limpollinazione tramite insetti (impollinazione entomogama).
La dispersione dei semi avviene inizialmente a causa del vento (dispersione anemocora); una volta caduti a terra sono dispersi soprattutto da insetti tipo formiche (mirmecoria).

## Distribuzione e habitat
La distribuzione delle specie di questi generi è soprattutto africana. Gli habitat preferiti sono quelli tropicali secchi anche rocciosi.

## Tassonomia
La famiglia delle Scrofulariacee comprende 59 generi e oltre 1800 specie. La famiglia è caratterizzata soprattutto dai fiori zigomorfi (bilabiati), dai sepali e petali connati, dagli stami in numero di 4 (un quinto è staminoide), dai filamenti adnati alla corolla, dalle antere biloculari e dall'ovario formato da 2 carpelli.

### Filogenesi

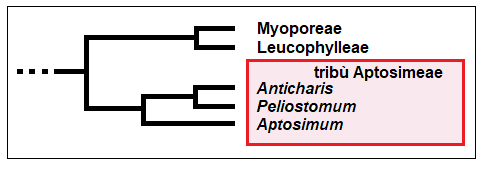
Cladogramma della tribù

La tribù è individuata dai seguenti caratteri:
- disposizione delle foglie alterna;
- il tubo della corolla è dilatato alla gola;
- il polline è tri-colpato e diporato;
- la maggior parte delle specie è endemica dell'Africa.

I primi tre caratteri possono essere considerati delle sinapomorfie per il gruppo.
Dal punto di vista filogenetico la tribù, nell'ambito della famiglia, occupa una posizione abbastanza centrale, ed è "gruppo fratello" del clade contenente le tribù Myoporeae e Leucophylleae. La monofilia della tribù è fortemente sostenuta dai dati ricavati dalle analisi delle sequenze del DNA dei cloroplasti. In base ad alcune ricerche si stima che l'età di questo gruppo (il momento della separazione dal resto della famiglia) corrisponda a circa 58 - 45 milioni di anni fa.
Il cladogramma tratto dallo studio citato mostra la posizione filogenetica interna di tre dei quattro generi della tribù.

### Generi
La tribù si compone di 3 generi e 39 specie:
La tribù Aptosimeae Benth. e Hook.f., 1876 comprende 3 generi:
- Anticharis Endl., 1839 (11 spp.)
- Aptosimum Burchell ex Benth., 1882 (22 spp.)
- Peliostomum E. Mey. ex Benth., 1882 (6 spp.)

I caratteri distintivi dei generi possono essere così riassunti:
- gli stami sono 2 - 4: Anticharis.

- gli stami adassiali sono piccoli o ridotti e sono sterili: Aptosimum.

- gli stami adassiali sono lunghi come gli abassiali e sono fertili: Peliostomum.

- Il genere Stemodiopsis Engl., 1897, in passato incluso in questo raggruppamento, è attualmente attribuito alla famiglia Linderniaceae[13]
- Il genere Chilostigma Hochst., 1841 attualmente è considerato sinonimo di Aptosimum.[3][1]